# Empoasca hardini
Empoasca hardini är en insektsart som beskrevs av Langlitz 1964. Empoasca hardini ingår i släktet Empoasca och familjen dvärgstritar. Inga underarter finns listade i Catalogue of Life.